# Шапих
Шапих (цез. Шопих) — село в Цунтинском районе Республики Дагестан. Административный центр Шапихского сельсовета.

## География
Село находится на берегу реки Метлуда (бассейн реки Андийское Койсу), на расстоянии 20 км к северо-западу от села Цунта, административного центра района.

## История
В 1944 году село было ликвидировано, а население переселено в село Агишты Веденского района. В 1957 году было восстановлено.

## Население
| 1888 | 1895 | 1926 | 1939 | 1970 | 1989 | 2002 |
| ---- | ---- | ---- | ---- | ---- | ---- | ---- |
| 121  | ↗145 | ↘54  | ↗134 | ↗158 | ↗267 | ↗301 |
| 2010 | 2021 |      |      |      |      |      |
| ↘298 | ↗348 |      |      |      |      |      |

## Известные выходцы
- Магомедов, Тагир Силахудинович — российский армрестлер, 18-кратный чемпион мира по армспорту среди спортсменов-инвалидов.